# José María de Pereda
José María de Pereda y Sánchez Porrúa (6. února 1833 Polanco, Kantábrie – 1. března 1906 Santander) byl španělský spisovatel, romanopisec, politik a člen Královské španělské akademie.

## Život
Narodil se v rodině Juana Francisca de Peredy a Bárbary Josefy rozené Sánches de Porrúy. Rodiče měli celkem 22 dětí, ale jen devět z nich dosáhlo dospělosti. S manželkou Diodorou Jacintou rozenou de la Revilla (1844–1912) měl José Pereda pět dětí: Juana Manuela (1870–1893), Maríu Sabinu de Rivero (1876), José Maríu (1877), Salvadora (1879) a Vicenta (1881–1950).
Základní vzdělání získal Pereda v Polanco, střední pak v Santanderu, hlavním městě Kantábrie, kam se rodiče přestěhovali. Po ukončení humanitních studií se na podzim r. 1852 přestěhoval do Madridu s úmyslem absolvovat přípravná studia pro přijetí na dělostřeleckou akademii v Segovii. R. 1854 byl svědkem revoluce Vicalvarada – kde málem zemřel na následky střelby v ulicích. Po třech letech zanechal přípravy, vrátil se domů a zahájil svou literární kariéru tím, že od r. 1858 přispíval články do místního časopisu La Abeja montañesa. V témže roce založil týdeník El Tío Cayetano a v roce 1864 shromáždil své realistické náčrty místního života a mravů pod názvem Escenas montañesas (Horské scény).
Téhož roku zamířil do Madridu, kde publikoval v El Museo Universal a v roce 1866 spolupracoval s dalšími autory na souborné knize Escenas de la vida, coleccion de cuentos y cuadros de costumbres. V dubnu 1869 se oženil s Diodorou de la Revilla, o dva roky později zahájil svou politickou kariéru tím, že se prezentoval jako karlistický poslanec za okres Cabuérniga. Byl členem provinční rady strany, jejímž předsedou byl jeho přítel Fernando Fernández de Velasco a místopředsedou jeho bratr Manuel Bernabé Pereda. Druhou sérii Escenas montañesas vydal pod názvem Tipos y paisajes. O svých politických zkušenostech napsal krátký román Los hombres de pro, který byl součástí jeho knihy Bocetos al tempera (1876). Pak odešel z politiky, a věnoval se svým dětem.
Povzbuzen svými přáteli Marcelinem Menéndezem Pelayem a Gumersindem Laverdem se vrátil k literatuře a začal druhou etapu ve své tvorbě, zaměřenou spíše na rozsáhlé realistické vyprávění než na zvyky. Jeho romány se téměř vždy odehrávaly v La Montaña, s výjimkou románu Pedro Sánchez (bezesporu jeho méně upovídané dílo, ale o to živější a galdosovské, odehrávající se v Madridu) a představil jako ústřední téma povznesení a idealizaci zvyků venkovského lidu před městským. Jeho nejvýraznějším dílem byl román Sotileza (1885), v němž zobrazoval způsob života rybářů, a román Peñas Arriba (1895), zaměřený na obyvatele hor.
Sebevražda jejich prvního syna Juana Manuela v roce 1893 ho zaskočila, když psal dvacátou první kapitolu knihy Peñas arriba. Tato událost ho velmi zasáhla: od té doby téměř úplně opustil psaní, ponořil se do hlubokého smutku, měl komplexy viny, které ho dovedly k existenciální a náboženské krizi. Jeho neurastenie se zhoršila a předčasně zestárnul. Vydal už pouze krátký román Pachín González, který byl založený na skutečné události, výbuchu páry v listopadu 1893 parníku Cabo Machichaco, zakotveném v přístavu Santander s nákladem dynamitu.
Od roku 1872 byl korespondentem Královské španělské akademie. Jeho dcera Maria Sabina se v červnu 1903 provdala za Enrique Rivera z Jerezu de la Frontera, což mu zvedlo náladu, ale na jaře 1904 utrpěl mrtvici, a 1. března 1906 zemřel. Byl pohřben v rodném Polancu. Další z jeho synů, Vicente se také stal romanopiscem.
Pereda patřil k původní realistické škole Španělska, kterou založil neznámý autor Lazarillo de Tormes, pokračovali Mateo Alemán, Miguel de Cervantes, Francisco de Quevedo a mnoho dalších. Viděl, znal, rozuměl charakteru; vytvořil nejen typy, ale i živé osobnosti, jako byli Andres, Cleto a Muergo v Sotileze, Pedro Juan a Pilara v La Puchera; a ztělesnil vřavu a klid moře s větší silou než Víctor Hugo v Les Travailleurs de la mer.

## Dílo
- Escenas montañesas – 1864
- Tipos y paisajes – 1871
- Bocetos al temple – 1876
- Tipos trashumantes. Croquis a pluma. Santander. Imprenta y litografía de J. M. Martínez. 1877

- El buey suelto... Cuadros edificantes de la vida de un solterón, por J. M. de Pereda, Madrid, Imprenta y Fundición de Manuel Tello, 1878

- Don Gonzalo González de la Gonzalera, Madrid, Suárez, 1878

- De tal palo tal astilla, Madrid, Imp. y Fundición de Manuel Tello, 1880
- Esbozos y rasguños – 1881
- El sabor de la tierruca. Copias del natural. Ilustraciones de Apeles Mestres. Grabados de C. Verdaguer, Barcelona, Biblioteca Artes y Letras, 1882

- Pedro Sánchez, Madrid, Imprenta y Fundición de M. Tello, 1883

- Sotileza – Madrid, Imp. y Fundición de Manuel Tello, 1885

- La puchera, Madrid, Imprenta y Fundición de Manuel Tello, 1889, (Obras completas de José María de Pereda, 11)
- Blasones y talegas, Madrid, Imp. Biblioteca Patria, 189.

- Al primer vuelo: idilio vulgar. Ilustraciones de Apeles Mestres, Barcelona, Imp. Henrich y Cía. en Comandita, 1891, 2 vols

- Nubes de estío, Madrid, Imprenta y Fundición de Manuel Tello, 1891, (Obras completas de José María de Pereda, 14)

- Peñas arriba, Madrid, Tip. Viuda e Hijos de Tello, 1895

- Pachín González, Madrid, Viuda e Hijos de Tello, 1896

- Para ser un buen arriero, Madrid, Rodríguez Serra, 1900, (Biblioteca Mignon, 11)

- Obras completas Prólogo de Marcelino Menéndez y Pelayo, Madrid, Tipografía de la Viuda e Hijos de M. Tello, 1884–1906,17 vols. I. Los hombres de pro – II. El buey suelto – III. Don Gonzalo González de la Gonzalera – IV. De tal palo, tal astilla – V. Escenas montañesas – VI. Tipos y paisajes – VII. Esbozos y rasguños – VIII. Bocetos al temple. Tipos trashumantes – IX. Sotileza – X. El sabor de la tierruca – XI. La puchera – XII. La Montálvez – XIII. Pedro Sánchez – XIV. Nubes de estío – XV. Peñas arriba – XVI. A primer vuelo – XVII. Pachín González; De Patricio Rigüelta; Agosto; El óbolo de un pobre; Cutres; Por lo que valga; El reo de P...; La lima de los deseos; Va de cuento; Esbozo; De mis recuerdos; Homenaje a Menéndez y Pelayo

- La leva y otros cuentos. Prólogo y notas de Laureano Bonet, Madrid, Alianza Editorial, 1970

- Buena gloria. Dibujos de Andy, Santander, Gobierno de Cantabria, Secretaría General, Servicio de Publicaciones, 1984

- Un joven distinguido y otros tipos trashumantes. Selección y prólogo de Carmen Bravo-Villasante, Madrid, Montena, 1988, (El carnaval de las letras, 9)

- Obras completas Edición dirigida por Anthony H. Clarke y José Manuel González Herrán, Santander, Ediciones Tantín, 1989–2001. I. Escenas montañesas, Tipos y paisajes. Edición, introducción y notas de Salvador García Castañeda, 1989 – II. Tipos trashumantes. Esbozos y rasguños. Edición, introducción y notas de Salvador García Castañeda, 1989 – III, Bocetos al temple. Edición de José Manuel González Herrán. introducción y notas de Noel M. Valis – El buey suelto. Edición de Anthony H. Clarke. Introducción y notas de Maurice Hemingway, 1990 – IV. Don Gonzalo González de la Gonzalera. Introducción y notas de Enrique Miralles. De tal palo, tal astilla. Introducción y notas de Eamon Rodgers, 1991 – V. El sabor de la tierruca. Edición, introducción y notas de Anthony H. Clarke. Pedro Sánchez. Edición de José Manuel González Herrán. Introducción y notas de Francisco Pérez Gutiérrez, 1992 – VI. Sotileza. Edición de Anthony H. Clarke. Introducción y notas de Francisco Caudet. La Montálvez Edición de José Manuel González Herrán. Introducción y notas de Laureano Bonet, 1996 – VII. La puchera; Nubes de estío – edición de Anthony H. Clarke; introducción y notas de Demetrio Estébanez Calderón – VIII. A primer vuelo. Edición y notas de A. H. Clarke. Peñas arriba. Edición de A. H. Clarke, introducción y notas de José Manuel López de Abiada

- Baños del sardinero. Ilustraciones de Pedrero, Santander, Tantín, 1995

### V češtině
- Do Indie – přeložila Jaroslava Votrubová; in: 1000 nejkrásnějších novel... č. 39. Praha: J. R. Vilímek, 1912